# Sehore
Sehore és una ciutat i municipalitat de Madhya Pradesh, capital del districte de Sehore. La ciutat va portar antigament els noms de Sidhapur i Sidrapur segons algunes inscripcions; Sehore derivaria de "sher" que en hindi vol dir "lleó". Està situada a 23° 12′ N, 77° 05′ E / 23.2°N,77.08°E i consta al cens del 2001 amb una població de 90.930 habitants. Inclou una antiga mesquita erigida el 1332.

## Història
Sehore es va fer famosa per la batalla del 1814 entre els generals de Sindhia, Jaswant I Rao Holkar i Jean Baptiste Filose, que va salvar a Bhopal (ciutat) de ser conquerida. El 1818 per un tractat amb Bhopal signat poc abans (1817) va esdevenir estació militar a l'agència de Bhopal, situada al districte occidental de l'estat de Bhopal anomenat Nizamat-i-Maghrib, i seu de l'oficial polític a Bhopal que fins al 1842 fou ex officio agent del governador general, esdevenint llavors agent polític. El contingent de Bhopal fou aportat per l'exèrcit de Bhopal, però es va mostrar indisciplinat; no hi havia oficials britànics al front i els reclutes bo volien portar uniforme ni estar sotmesos a disciplina; el 1824 va haver de ser reorganitzat i un oficial britànic posat al front; llavors estava format per 20 artillers, 302 soldats de cavalleria i 674 d'infanteria; posteriors reorganitzacions van incrementar el nombre d'oficials britànics (3 el 1847) i el 1857 eren 72 artillers, 255 de cavalleria i 712 d'infanteria. Encara que va mostrar desafecció no es va amotinar el 1857-1858 i va servir en diverses missions; el 1859 el contingent fou reorganitzat com a batalló d'infanteria i va esdevenir el Bhopal Levy, i el 1865 el Bhopal Battalion que va servir a l'Afganistan el 1878; el 1897 fou posat sota ordes del comandant en cap i l'estació militar agregada al districte de Nerbudda en lloc de restar a l'agencia sota ordes del governador general. El 1901 tenia 16.864 habitants dels quals 5.109 a la ciutat nativa i 11.755 a l'estació militar. El 1903 fou reorganitzat com el 9è d'infanteria de Bhopal i traslladat fora de Sehore el 1904.